# ぐんまちゃん
ぐんまちゃんは、群馬県のマスコットキャラクター（ゆるキャラ）。
この名を持つキャラクターは2つあり、この項では両方について説明する。

## 初代
初代ぐんまちゃんは、1983年に群馬県で開催された第38回国民体育大会（あかぎ国体）のマスコットキャラクターとして登場した。国民体育大会のマスコットキャラクターとしては初めて名前が付けられた。
漫画家の馬場のぼるがデザインした。「4本足で走る馬」をモチーフにしており、蒼色のたてがみを持つ。群馬県との契約による権利上、ポーズが2パターンしかない。
あかぎ国体終了後は、群馬県のマスコットキャラクターとなった。テレビ朝日の番組『さんまのナンでもダービー』に出演するなどメディアへの露出もあった。
グッズも多く制作され、群馬県の記録によると国体期間を除く1985年から2009年までに391件の使用があった。だが、デザインのパターンが限られるため商品展開しづらいといった課題もあった。県は2021年12月、商品化などを中止している。
2008年、後述する「2代目」に名称が受け継がれ、以降は人目に付く機会は少なくなっていく。現在は、群馬県馬事公苑（前橋市）や道平川ダム（下仁田町）の壁画などにその姿を留めている。

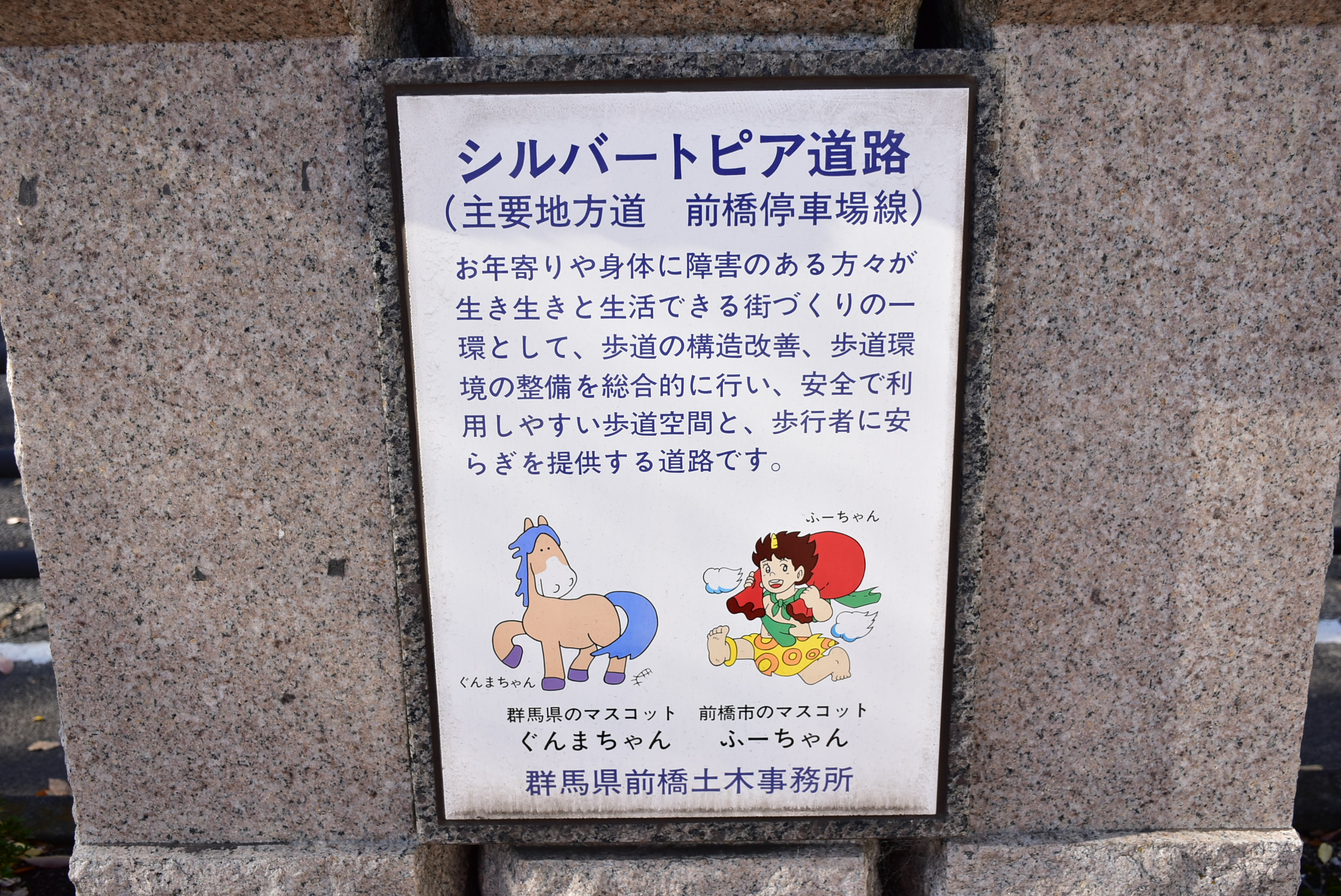
前橋駅から北の駅前通りにある初代ぐんまちゃんと、前橋市の旧マスコットキャラクターの「ふーちゃん」

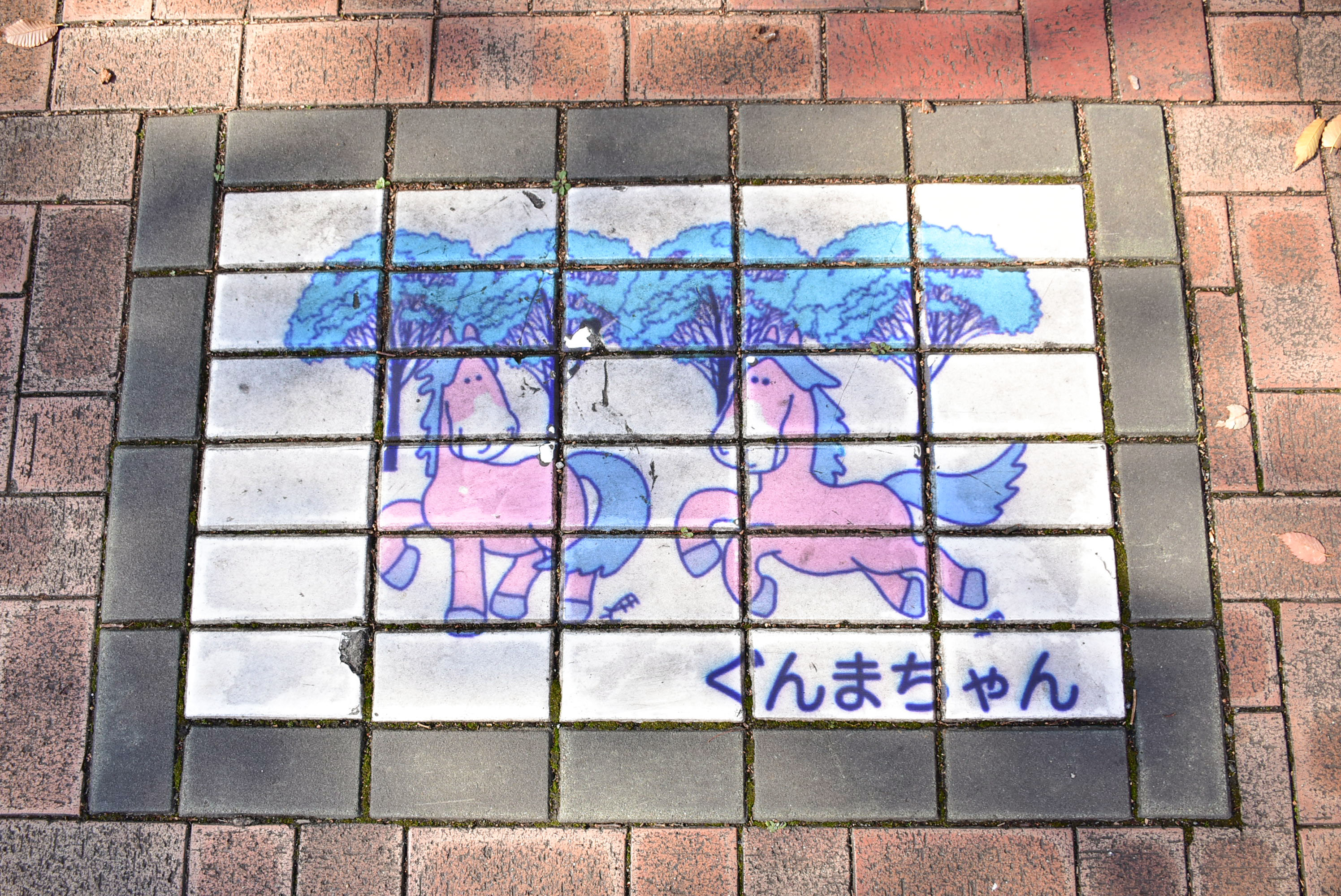
前橋駅から北の駅前通りにある初代ぐんまちゃんが描かれたタイル

## 2代目

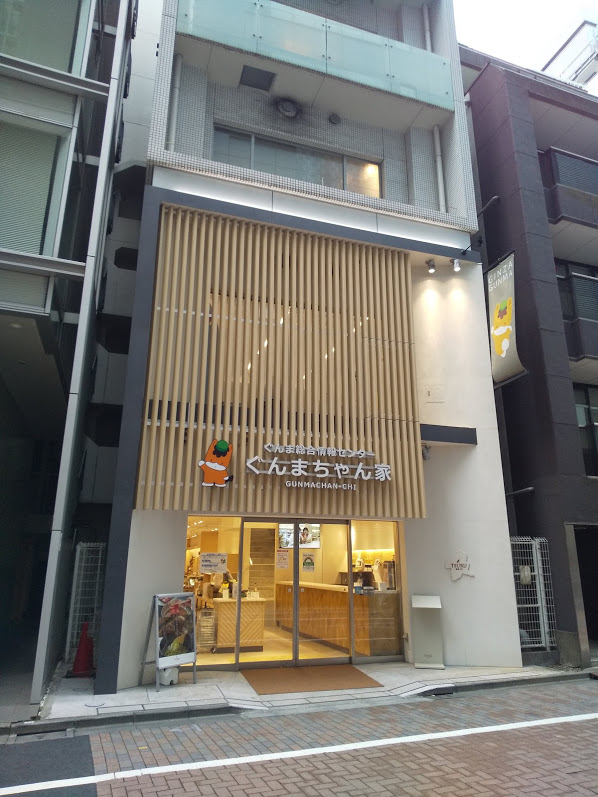
ぐんまちゃん家

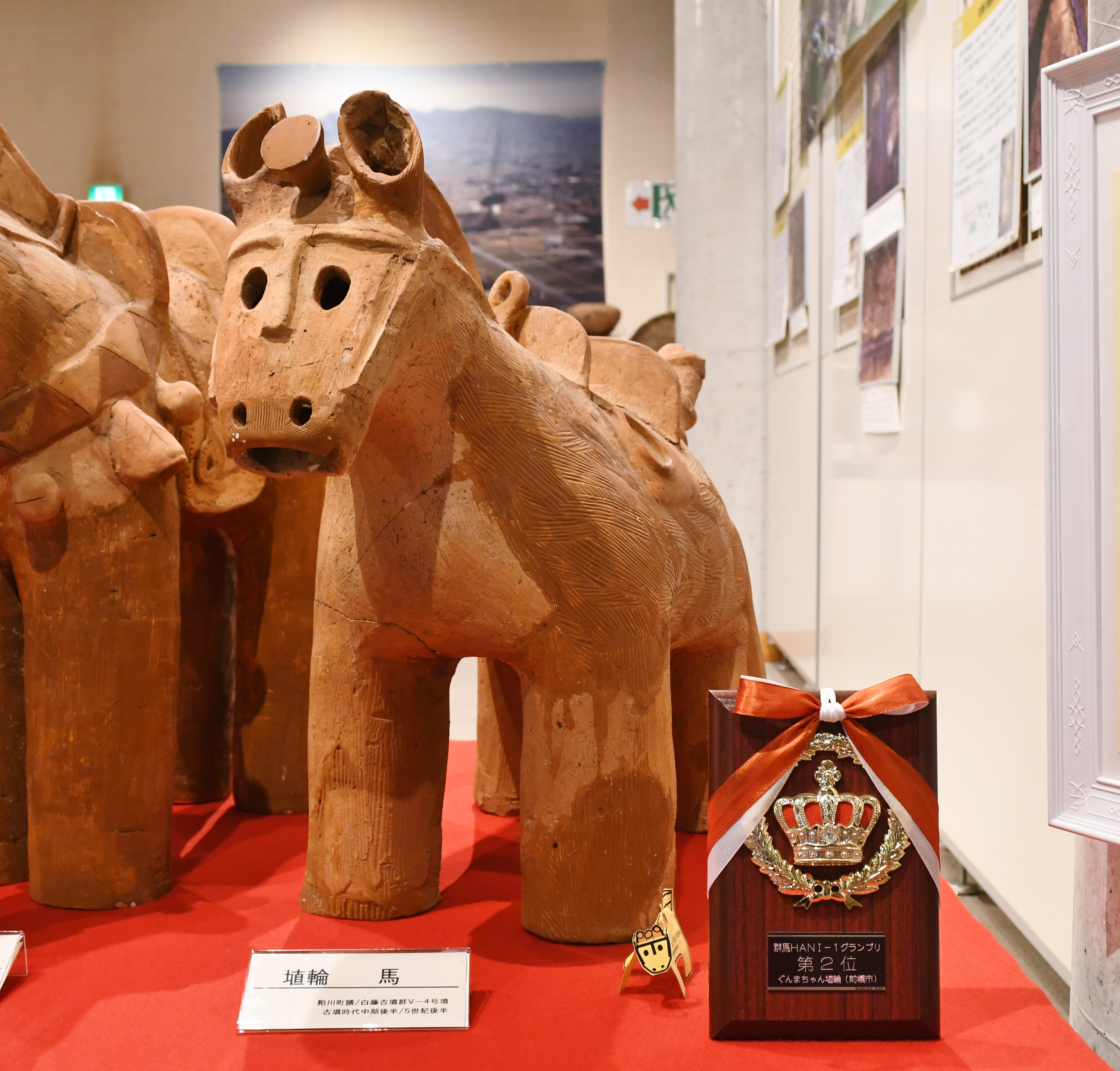
ぐんまちゃん埴輪
白藤古墳群V-4号墳（群馬県前橋市）出土の馬形埴輪。ぐんまちゃん似の埴輪として知られる。

2代目ぐんまちゃんは、1994年に群馬県で開催された第3回全国知的障害者スポーツ大会（ゆうあいピック）のマスコットキャラクターとして、「ゆうまちゃん」の名で登場した。名前は「ゆうあい」＋「ぐんま」から命名された。
ゆうあいピック終了後も活躍し、2008年7月、群馬県のアンテナショップ「ぐんま総合情報センター（ぐんまちゃん家）」のオープンをきっかけに、「ぐんまちゃん」に改名した。現在、群馬県のPR活動で主に活躍しているのは、こちらのキャラクターである。
デザインは公募により、当時群馬県職員の中嶋史子のものが選ばれた。ポニーをモチーフにした2頭身・2足歩行で、「初代のちびっこ版」をコンセプトとした。群馬県との契約上、ポーズの応用や持ち物を加えることなども可能で、基本の緑色の帽子を被っているデザインの他に、リボンをしている女の子風のもの、各種服装を着ているものなど様々な種類がある。また、県は利用許諾制度を設けており、申請し審査を通過すれば誰でもデザインが利用できる。2020年には赤色の帽子を被ったデザインも登場し、利用許諾制度で利用できるデザインにも追加された。
群馬県の各自治体では、専用のぐんまちゃん入りイラストを制定しており、ご当地ぐんまちゃんとして活用されている。
2012年12月21日付で「群馬県宣伝部長」に就任している。また、「好き好き！すき焼き大使」や「ギンヒカリ担当宣伝理事」等のPR大使にも任命された。
群馬県開催の全国スポーツ・レクリエーション祭（1996年）、全国健康福祉祭（ねんりんぴっく、2004年）、第70回国民体育大会冬季大会（2015ぐんま冬国体、2015年）など、ゆうあいピック以外のイベントにおいてもマスコットを務めている。
毎年元日に群馬県で開催される全日本実業団対抗駅伝競走大会（ニューイヤー駅伝）のTBSテレビの中継ではアイキャッチのCGアニメでBooBo（TBSのマスコット）とのたすきリレーを見せてくれる（2015年大会はぐんまちゃん単独で登場）。
TOKYO MXの情報番組『5時に夢中!』では、群馬テレビが同番組をネットしていることから、番組セットにぐんまちゃんのぬいぐるみが飾られている。同番組では群馬テレビマスコットの「ポチッとくん」のぬいぐるみも飾られている。また群馬テレビで放送中の県広報番組『ぐんま一番』ではMCのエレファントジョン（2017年4月以降はタイムマシーン3号に交代）とともにレギュラー出演している。
毎年「群馬県民の日（10月28日）」に発売される群馬県民手帳の表紙には箔押しされたぐんまちゃんがある他、ページの右隅にパラパラ漫画となったぐんまちゃんが掲載されている。
群馬県は、ぐんまちゃんのブランド化に力を入れており、2020年度におけるブランド化関連予算は1億2518万円を計上したのに対し、2021年度の一般会計当初予算案においては、2.6倍にあたる3億2927万円を盛り込んだ。

### プロフィール
- 誕生日 - 2月22日（1994年のこの日の新聞紙上に公表された為[20][4]）
- 年齢 - 永遠の7歳（何回誕生日が来ても7歳のまま[21][4]）
- 特技 - 変身
- 性別 - なし

### コラボレーション
- スマートフォン向けゲームアプリ「ぐんまのやぼう」では2012年7月のアップデートで実装された「すごろくモード」にぐんまちゃんが登場する[22]。
- 群馬県佐波郡玉村町に本社を置く大黒食品工業では、ぐんまちゃんをパッケージに起用したカップ麺「大黒〈ぐんまちゃん〉ねぎラーメン」（ピリ辛しょうゆ味・ピリ辛みそ味）を2014年春から全国で販売している。また、ぐんまちゃん焼きそばを2015年から販売。
- ホテルメトロポリタン高崎では2013年12月より、1室まるごとぐんまちゃんグッズで埋め尽くした「ぐんまちゃんプレミアルーム」が用意されている。
- 群馬県みどり市に店舗を構える「大間々青柳」では群馬県公認の「ぐんまちゃんの和菓子」を販売。
- 2012年（平成24年）に渋川市の金井東裏遺跡から古墳時代の「甲を着た古墳人」が発見された際には、PRのため古墳時代の甲冑をまとい、矛を持って武装した「甲を着たぐんまちゃん」がデザインされた[23]。
- 上毛電気鉄道では、2020年4月 - 6月の「群馬デスティネーションキャンペーン」に合わせ、同年4月1日から2025年まで700型電車713編成（2両）にラッピングを施し「ぐんまちゃん列車」として運行した[24]。

### 人気投票など
2005年「第一回全国対抗キャラクターコンテスト」（毎日新聞社主催）にて2位と大差（総票数の半数以上を得票）をつけて堂々の1位になる。
ゆるキャラグランプリにおいて、2011年は18位。2012年は群馬県の公式HPで投票を呼びかけるなどのキャンペーンもあり、3位入賞を果たした。2013年も引き続き3位入賞、そして2014年は1,002,505票を獲得し、念願のグランプリを獲得した。

### 着ぐるみ貸出制度
2000年から、ぐんまちゃんの着ぐるみを民間イベント向けに有料で貸し出し、キャラクターの知名度向上に役立てた。
2020年6月時点において、群馬県は合計18体の着ぐるみを所有しており、違う場所・同じ時間帯のイベントにも対応できた。着ぐるみの貸し出し件数はピーク時で906件、2019年度だけでも787件と、多くのイベントに向けて貸し出されてきた。ところが、演者によって見た目やしぐさに差異が出てしまい、2013年ごろから本来のキャラクターイメージにそぐわない事例に対する苦情が相次ぎ、県議会でも話題になった。ゆるキャラグランプリで1を獲得した2014年、群馬県は演者向けにキャラクターのしぐさなどを記載したガイドラインを提示したが、順守されていないケースも相次いだ。
2020年5月12日、県のメディアプロモーション課はキャラクターイメージを守るため、着ぐるみの貸し出しを同年9月を以て終了し、10月以降はぐんまちゃん本人を隊長とした「ぐんまちゃんキャラバン隊」を無料で派遣する方針を立てた。また、これに伴い、キャラバン隊の派遣先も、県や特産品のPRに限定された。

## ぐんまちゃん家
2008年7月、県は東京都中央区銀座5丁目の歌舞伎座前に、アンテナショップ「ぐんまちゃん家（ち）」を開設した。
2018年6月に銀座7丁目に移転し、1階にアンテナショップを設け、2階に群馬県産食材を中心とするレストラン銀座「つる」を出店した。しかし、人通りが少ない場所への移転に加えてコロナ禍も重なり、2021年度には情報発信や観光誘客の機能を群馬県東京事務所に移した。
その後、群馬県は都内拠点ではなく県内に直接誘客する方針に転換し、2022年度内に廃止することになった。1階の物販店舗は2022年12月末で閉店。2階のレストラン「銀座つる」については協議のうえ、レストランを運営する田園プラザ川場が直接賃貸借契約を結ぶことで、2023年4月以降も同所での営業を継続することになった。

## テレビアニメ
群馬県の製作・著作により、2代目ぐんまちゃんを主人公としたテレビアニメが制作された。シーズン1は2021年10月3日から12月26日までテレビ神奈川（放送幹事局）や群馬テレビほかにて、シーズン2は2023年4月8日から7月1日までBSフジや群馬テレビほかにて放送された。